# Crónicas Pokémon
Pokémon Chronicles, conocido en Japón como Shūkan Pokémon Hōsōkyoku (週刊ポケモン放送局) ("Transmisiones Semanales Pokémon"), es una serie spin-off del anime Pokémon, que gira en torno a otros personajes además de Ash Ketchum, protagonista del anime principal. Es una versión hecha en EE. UU. de un número de episodios especiales que habían sido transmitidos previamente solo en Japón.

## Historia
Un número de episodios especiales de Pokémon fueron hechos junto con el anime regular. Estas comienzan durante la 5.ª temporada con la presentación especial de un episodio llamado "¡Raikou: La Leyenda del Trueno!".
Un nuevo programa tuvo un espacio regular en TV Tokyo llamado Shuukan Pokémon Housoukyoku, conocido como los episodios Housou o Hoso por los fanes. Fue un magazine de información conducido por los personajes de Brock y Misty. Ocasionalmente, un episodio 'especial' se transmitiría al instante. Estos episodios exploran lo que los otros personajes hacen mientras Ash viaja a través de la región Hoenn.
A pesar de que muchos esperaban una versión doblada, 4Kids no tuvo en cuenta estos episodios y continuó con la serie principal. Pero en una conferencia de prensa algún tiempo después, se anunció que se crearía un nuevo programa titulado Crónicas Pokémon. Hubo alguna especulación sobre qué contendría, y finalmente se reveló que era un doblaje de los episodios Housou.
El orden de episodios fue ligeramente alterado del orden de los episodios Housou, como los que protagonizan los Hermanos Pichu, los cuales fueron puestos hacia atrás. Esta serie además incluyó los episodios de "Las vacaciones de Invierno de Pikachu" que habían sido previamente editados pero nunca vistos antes.
Crónicas Pokémon se transmitió por primera vez en el Reino Unido, y comenzó el 11 de mayo de 2005. Luego se transmitió en Canadá, comenzando el 9 de septiembre del mismo año. Llegó a Latinoamérica el 1 de diciembre de 2005. Se transmitió en los Estados Unidos el 3 de junio de 2006.
Shuukan Pokémon Housoukyoku ahora ha sido reemplazado por Pokémon Sunday, un programa similar que se transmite los domingos por la noche.

## Personajes
Como las Crónicas Pokémon se enfocan en algunos personajes que no intervienen mucho en el anime principal, su reparto varía de episodio en episodio, y muchos personajes diferentes protagonizan roles estelares.

### Personajes principales
| Brock/Takeshi: | Brock/Takeshi: | Seiyuu    | Seiyuu       | Seiyuu       |
| Brock/Takeshi: | Brock/Takeshi: | Japón     | España       | México       |
| Brock/Takeshi: | Brock/Takeshi: | Yuji Ueda | Javier Balas | Gabriel Gama |
| Brock viajó a través de las regiones de Kanto y Johto con Ash pero entre los capítulos "Hasta Pronto Amigos" (temp. 5) y "No Hay Quien Venza A Tailow" (temp. 6), visitó su Gimnasio Pokémon en Ciudad Plateada (Pewter City). Descubrió que su madre había tomado el gimnasio, volviéndolo un gimnasio de Pokémon de Agua. |                |           |              |              |

| Casey/Nanako | Casey/Nanako | Seiyuu        | Seiyuu      | Seiyuu                                         |
| Casey/Nanako | Casey/Nanako | Japón         | España      | México                                         |
| Casey/Nanako | Casey/Nanako | Nīna Kumagaya | Sandra Jara | Gaby Ugarte (ep. 10) Georgina Sánchez (ep. 16) |
| Casey apareció por primera vez en Johto, donde conoció a Ash. Se encontrarían algunas veces más luego, aunque Casey solo obtendría 4 medallas en el tiempo que le tomó a Ash conseguir 8. Cuando no entrena Pokémon, es una gran seguidora del equipo de béisbol de los Electabuzz. Sus Pokémon son Meganium (inicial), Pidgey, Rattata, Beedrill (que le dio Ash), Elekid, y en esta serie dice tener un Magmar y un Rapidash. |              |               |             |                                                |

| Gary Oak | Gary Oak | Seiyuu         | Seiyuu                 | Seiyuu        |
| Gary Oak | Gary Oak | Japón          | España                 | México        |
| Gary Oak | Gary Oak | Yuko Kobayashi | Jesús Alberto Pinillos | Víctor Ugarte |
| Gary Oak es el nieto del Profesor Oak. Era bastante arrogante y viajaba con su grupo de porristas alrededor de Kanto. Finalmente maduró luego de perder en la Liga Añil una ronda antes que Ash. Reapareció en Johto, y luego de perder contra Ash en la Conferencia Plateada, decidió retirarse del entrenamiento activo y convertirse en un Investigador Pokémon. |          |                |                        |               |

| Jimmy/Kenta | Jimmy/Kenta | Seiyuu       | Seiyuu       | Seiyuu      |
| Jimmy/Kenta | Jimmy/Kenta | Japón        | España       | México      |
| Jimmy/Kenta | Jimmy/Kenta | Kenji Nojima | David Robles | Alan Prieto |
| Jimmy está en camino de convertirse en un Maestro Pokémon con su Typhlosion, ayudando a los chicos del Pueblo New Bark (Pueblo Primavera). Está basado en Gold, el protagonista masculino de Pokémon Oro, Plata y Cristal. Aparece en los tres primeros episodios de las Crónicas Pokémon, llamados ¡Raikou: La Leyenda del Trueno |             |              |              |             |

| Marina | Marina | Seiyuu       | Seiyuu                | Seiyuu           |
| Marina | Marina | Japón        | España                | México           |
| Marina | Marina | Kazusa Murai | María Del Mar Jorcano | Georgina Sánchez |
| Marina es una vieja amiga de Jimmy, y lucha para entretener, siempre asegurándose de mostrar un buen espectáculo. Además presenta rutinas de baile con sus Pokémon. Marina está basada en el personaje femenino de Pokémon Crystal. Sus Pokémon favoritos son su Misdreavus (llamada "Peque Miss") y Croconaw (llamado "Wani Wani"). Marina además aparece en el episodio 10 de la saga de Diamante y Perla como la modelo del Pokétch (Pokéreloj), en la contraportada de una revista que Dawn estuvo leyendo. Más tarde aparece en el episodio 41 de Diamante y Perla en un video de su presentación en un concurso. |        |              |                       |                  |

| Vincent/Jackson/Jun'ichi | Vincent/Jackson/Jun'ichi | Seiyuu            | Seiyuu        | Seiyuu        |
| Vincent/Jackson/Jun'ichi | Vincent/Jackson/Jun'ichi | Japón             | España        | México        |
| Vincent/Jackson/Jun'ichi | Vincent/Jackson/Jun'ichi | Daisuke Sakaguchi | Álex Saudinós | Gabriel Ortiz |
| Vincent luchó contra Ash en la Conferencia Plateada, aunque ahí era conocido como Jackson. Este nuevo nombre al parecer es otro intento de impresionar a Marina, ya que el desea ser su novio. El Pokémon favorito de Vincent es su Meganium. |                          |                   |               |               |

| Misty/Kasumi | Misty/Kasumi | Seiyuu        | Seiyuu          | Seiyuu         |
| Misty/Kasumi | Misty/Kasumi | Japón         | España          | México         |
| Misty/Kasumi | Misty/Kasumi | Mayumi Iizuka | Miriam Valencia | Xóchitl Ugarte |
| Misty ha viajado a todas partes con Ash desde que él arruinara su bicicleta, así como con Brock y Tracey en las Islas Naranja. Pero al final de la saga de Johto del anime Pokémon, sus hermanas ganaron un viaje por todo el mundo, así que ella se convirtió en la líder de gimnasio oficial de Ciudad Celeste (Cerulean City). |              |               |                 |                |

| Profesor Oak | Profesor Oak | Seiyuu         | Seiyuu          | Seiyuu         |
| Profesor Oak | Profesor Oak | Japón          | España          | México         |
| Profesor Oak | Profesor Oak | Unsho Ishisuka | Roberto Encinas | Hugo Navarrete |
| El Profesor Samuel Oak ies la autoridad principal en Investigación Pokémon. Cuando los entrenadores como Ash Ketchum y Gary Oak Comenzaron su viaje Pokémon, el Profesor Oak les dio su Pokémon inicial - Bulbasaur, Charmander, o Squirtle, (o Pikachu en el caso de Ash). Cuando no está vigilando a los Pokémon que los entrenadores no pueden tener a la vez - (ya que solo se permite llevar seis) - él los estudia así como actualiza la Pokédex. |              |                |                 |                |

| Hermanos Pichu |
| Conocidos individualmente como el pequeño Pichu y el Pichu grande, viven en Ciudad Milenio. Siempre se la pasan divirtiéndose con otros camaradas de su grupo. Conocieron al Pikachu de Ash en "Pikachu and Pichu" - el corto que precede la tercera película -, y generalmente se meten en pequeños problemas debido a sus travesuras, involucrando a sus compañeros o al Meowth del Equipo Rocket. |

| Richie/Hiroshi | Richie/Hiroshi | Seiyuu          | Seiyuu        | Seiyuu      |
| Richie/Hiroshi | Richie/Hiroshi | Japón           | España        | México      |
| Richie/Hiroshi | Richie/Hiroshi | Minami Takayama | Chelo Vivares | Manuel Díaz |
| Richie y su fiel Pikachu, Sparky, lucharon contra Ash en la Liga Pokémon, y se hicieron grandes amigos desde ahí, aun cuando se volverían a encontrar solo una vez (en las Islas remolino en Johto). Richie entonces decide encontrarse con Ash en Hoenn, pero aparentemente cambia de idea, debido a que más tarde aparece en las islas Sevii. |                |                 |               |             |

| Tracey Sketchit/Kenji | Tracey Sketchit/Kenji | Seiyuu        | Seiyuu          | Seiyuu         |
| Tracey Sketchit/Kenji | Tracey Sketchit/Kenji | Japón         | España          | México         |
| Tracey Sketchit/Kenji | Tracey Sketchit/Kenji | Tomokazu Seki | Ricardo Escobar | Gerardo García |
| Tracey Sketchit viajó con Ash y Misty en las Islas Naranja, y ahora es asistente en el laboratorio del Profesor Oak. le gusta dibujar, y produce muchos dibujos precisos de los Pokémon. Se hizo además buen amigo de Brock. |                       |               |                 |                |

### Personajes secundarios
| Delia Ketchum | Delia Ketchum | Seiyuu           | Seiyuu       | Seiyuu           |
| Delia Ketchum | Delia Ketchum | Japón            | España       | México           |
| Delia Ketchum | Delia Ketchum | Masami Toyoshima | Marisa Marco | Rebeca Manríquez |
| Delia es la madre de Ash. Realmente lo extraña cuando él está ausente, pero se muestra feliz en casa con su Mr. Mime que le acompaña. Es además buena amiga del Profesor Oak y Tracey. |               |                  |              |                  |

| Gilbert/Hajime | Gilbert/Hajime | Seiyuu          | Seiyuu | Seiyuu |
| Gilbert/Hajime | Gilbert/Hajime | Japón           | España | México |
| Gilbert/Hajime | Gilbert/Hajime | Isabel Martiñón |        |        |
| Gilbert es un nuevo entrenador Pokémon (e hijo del alcalde de Pueblo Paleta). Prefiere a los iniciales de Hoenn y quiere Pokémon fuertes como Pikachu más que los que el Profesor Oak le ofrece, pero al final escoge a Bulbasaur. |                |                 |        |        |

| Sakura | Sakura | Seiyuu       | Seiyuu | Seiyuu          |
| Sakura | Sakura | Japón        | España | México          |
| Sakura | Sakura | Kouda Mariko |        | Alondra Hidalgo |
| Sakura es una de las Hermanas Kimono de Ciudad Ecruteak (Ciudad Iris). Originalmente intentó unirse a Ash, Misty y Brock en su viaje Pokémon, pero decidió permanecer en casa para aprender más. Ahora está colectando medallas en Kanto con su leal Espeon y su nuevo Beautifly. |        |              |        |                 |

### Villanos del Equipo Rocket
| Atila y Juno/Buson y Basho | Atila y Juno/Buson y Basho | Seiyuu                                           | Seiyuu | Seiyuu |
| Atila y Juno/Buson y Basho | Atila y Juno/Buson y Basho | Japón                                            | España | México |
| Atila y Juno/Buson y Basho | Atila y Juno/Buson y Basho | Buson: Nobuyuki Hiyama Basho: Toshiyuki Morikawa |        |        |
| Atila y Juno son miembros del Equipo Rocket, y tienen la misión de capturar al Pokémon Legendario Raikou. Sus nombres se derivan de Atila el Huno (Juno era hombre en la versión japonesa). |                            |                                                  |        |        |

| Cassidy y Butch/Yamato y Kosaburo | Cassidy y Butch/Yamato y Kosaburo | Seiyuu                                           | Seiyuu                                       | Seiyuu                                                                         |
| Cassidy y Butch/Yamato y Kosaburo | Cassidy y Butch/Yamato y Kosaburo | Japón                                            | España                                       | México                                                                         |
| Cassidy y Butch/Yamato y Kosaburo | Cassidy y Butch/Yamato y Kosaburo | Yamato: Masako Katsuki Kosaburo: Takehito Koyasu | Cassidy: Conchi López Butch: Claudio Serrano | Cassidy: Maggie Vera Butch: Enzo Fortuny, Héctor Emmanuel Gómez e Irwin Daayán |
| Cassidy y Butch no siguen a un solo entrenador como Jessie y James lo hacen. Escogen cosas al azar que valgan la pena y Pokémon que robar. Desafortunadamente para ellos, usualmente escogen gente vinculada a Ash en alguna manera. Son los villanos principales de las Crónicas Pokémon. Sus nombres se derivan del forajido Butch Cassidy. En el anime, todos los personajes (incluso Cassidy) olvidan el verdadero nombre de Butch y le llaman con un nombre similar. |                                   |                                                  |                                              |                                                                                |

| Jessie y James/Musashi y Kojiro | Jessie y James/Musashi y Kojiro | Seiyuu                                              | Seiyuu                                   | Seiyuu                                         |
| Jessie y James/Musashi y Kojiro | Jessie y James/Musashi y Kojiro | Japón                                               | España                                   | México                                         |
| Jessie y James/Musashi y Kojiro | Jessie y James/Musashi y Kojiro | Musashi: Megumi Hayashibara Kojiro: Shinichiro Miki | Jessie: Amparo Valencia James: Iván Jara | Jessie: Diana Pérez James: José Antonio Macías |
| Jessie y James están tratando de abrir la sucursal en Hoenn del Equipo Rocket (Giovanni los envió allá con tal de mantenerlos alejados). Cuando no están tratando de capturar a Pikachu, difunden el nombre del Equipo Rocket para su jefe. Sus nombres se derivan del forajido Jesse James. |                                 |                                                     |                                          |                                                |

| Meowth/Nyarth | Meowth/Nyarth | Seiyuu        | Seiyuu        | Seiyuu          |
| Meowth/Nyarth | Meowth/Nyarth | Japón         | España        | México          |
| Meowth/Nyarth | Meowth/Nyarth | Inuko Inuyama | José Escobosa | Gerardo Vázquez |
| Meowth es el único Pokémon que puede hablar. Normalmente se le ve con sus mejores amigos Jessie y James, intentando capturar a Pikachu. Pero de alguna manera encuentra tiempo para visitar ocasionalmente Ciudad Milenio, y ser un buen muchacho con los Hermanos Pichu. Es además de mucha ayuda cuando se trata de comunicarse con Pokémon, sirviendo de traductor para Jessie, James o incluso Ash y sus amigos algunas veces. |               |               |               |                 |

## Opening y ending
Los episodios Housou originales no tienen apertura musical. En su lugar, abren con Brock y Misty hablando (excepto por los Housous del Equipo Rocket, donde dichos personajes hablan en su lugar). Normalmente, esto resulta en que Misty golpea a Brock con un mazo, abanico o una pistola de agua por ser Brock. Los endings son normalmente de acuerdo al personaje del episodio.
Los Housous Japoneses fueron vistos como episodios especiales, por ello tienen ese opening poco convencional. Sin embargo, al ser adaptado como una nueva serie completa, se requirió de un opening para el mismo. Mientras que los openings de la serie principal intercambia escenas de los opening japoneses con escenas de los episodios, no había opening japonés para las Crónicas Pokémon. Por esto, todas las escenas del opening, (además del logo de Pokémon al final) son tomadas de los episodios. Hay 42 escenas en 36 segundos. El ending es una repetición del opening en la izquierda de la pantalla, con los créditos pasando en la derecha.
El tema original es una versión modificada del "G/S Pokerap". Sin embargo, hay una parte instrumental en el medio, donde el narrador básicalmente dice sobre qué se tratan las Crónicas:

¡Viejos Amigos!
¡Nuevas Aventuras!
¡Historias Nunca Antes Vistas del Mundo de los Pokémon!